# Дарнак
Дарнак (фр. Darnac) је насеље и општина у централној Француској у региону Лимузен, у департману Горња Вијена која припада префектури Белак.
По подацима из 2011. године у општини је живело 382 становника, а густина насељености је износила 14,73 становника/km². Општина се простире на површини од 25,93 km². Налази се на средњој надморској висини од 197 метара (максималној 267 m, а минималној 125 m).

## Демографија
| 1962. | 1968. | 1975. | 1982. | 1990. | 1999. | 2011. |
| ----- | ----- | ----- | ----- | ----- | ----- | ----- |
| 553   | 625   | 539   | 522   | 442   | 403   | 382   |

График промене броја становника у току последњих година